# Prachtnelke
Die Prachtnelke (Dianthus superbus) ist eine Pflanzenart aus der Gattung der Nelken (Dianthus) innerhalb der Familie der Nelkengewächse (Caryophyllaceae).

## Beschreibung

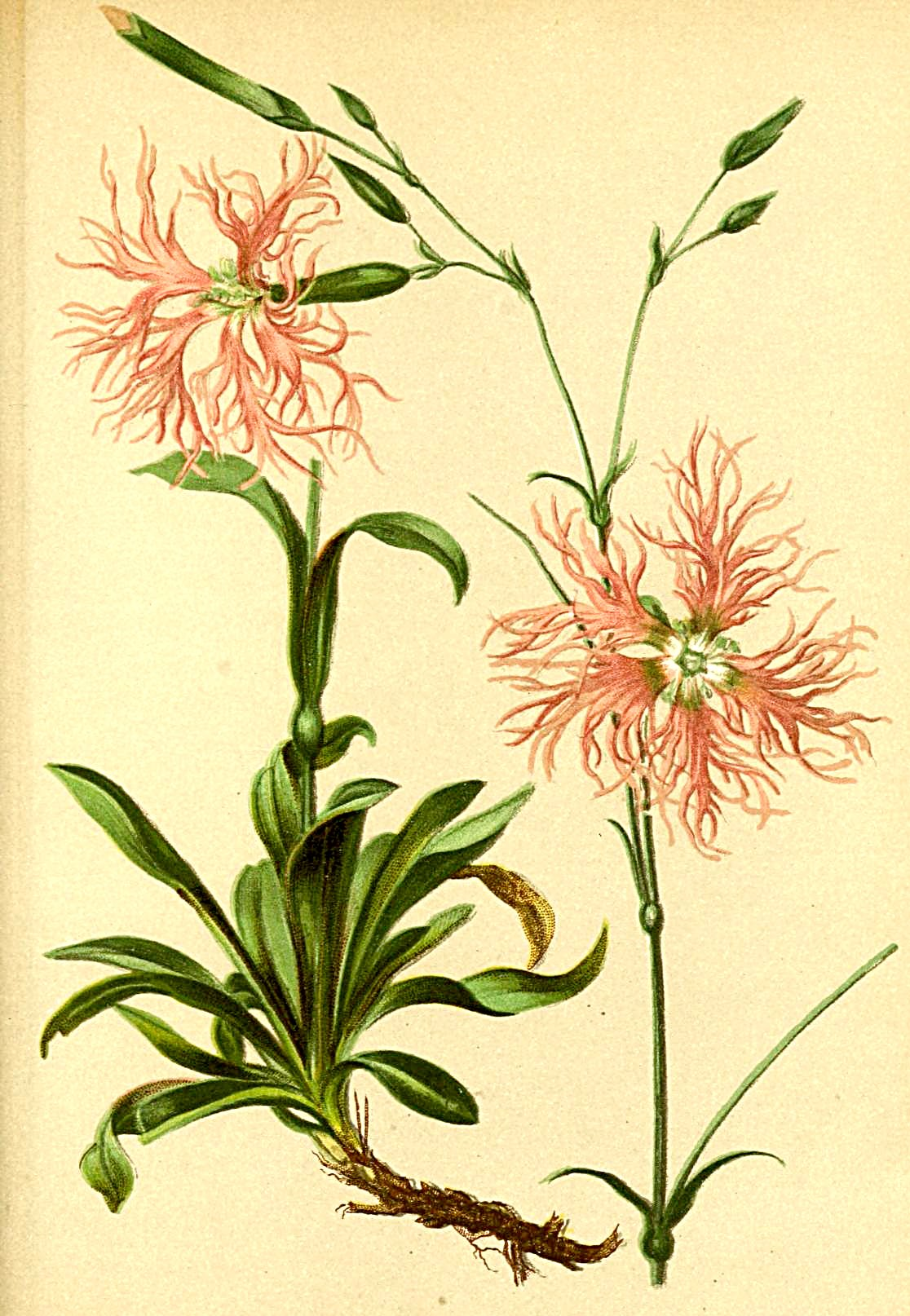
Illustration aus Atlas der Alpenflora.

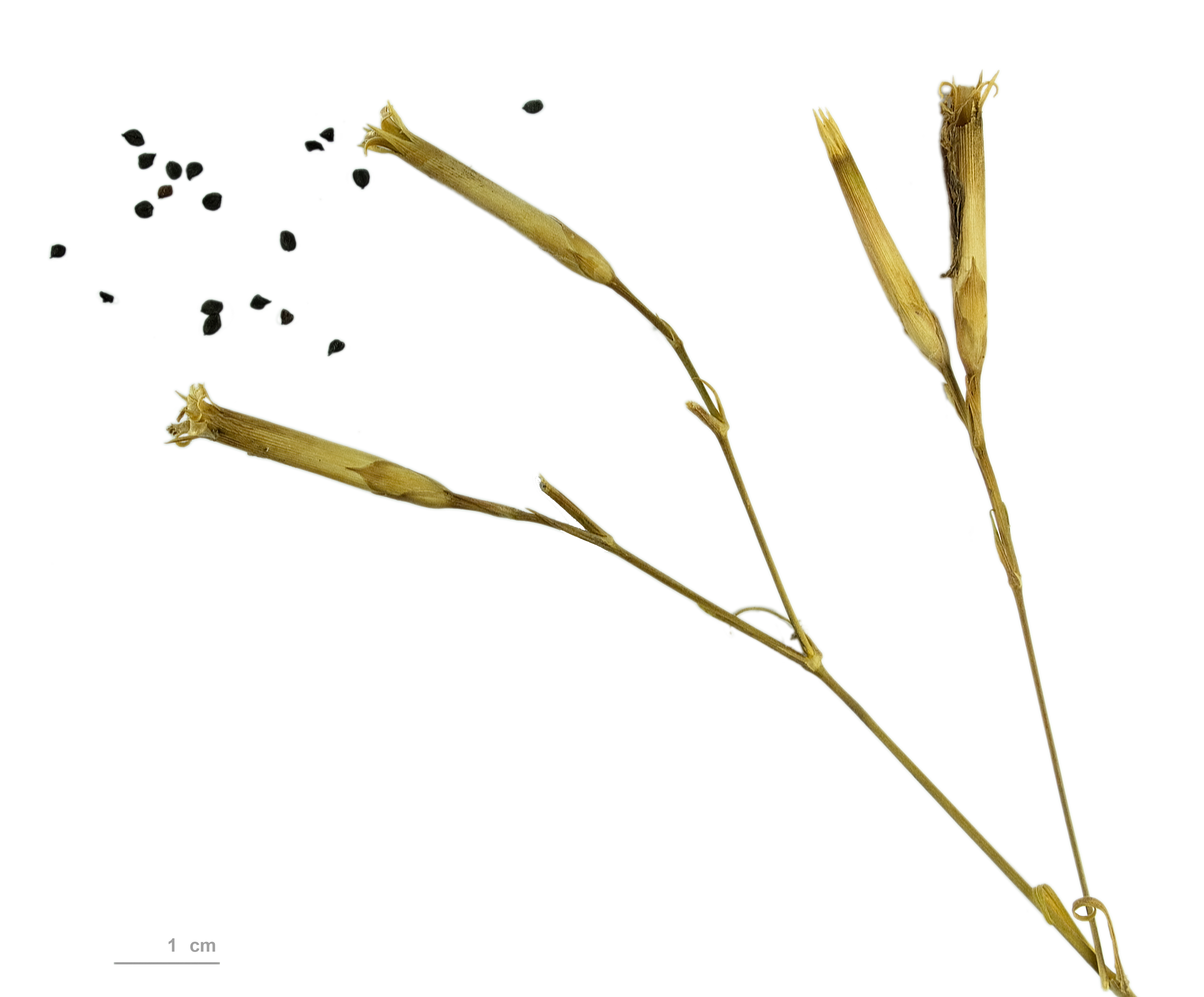
Früchte und Samen

(Mehr Merkmale siehe unten bei den Unterarten)

### Vegetative Merkmale
Die Prachtnelke wächst als überwinternd grüne, ausdauernde krautige Pflanze und erreicht Wuchshöhen von 20 bis 60 Zentimetern. Der Stängel ist meist einfach. Die gegenständig angeordneten, lineal-lanzettlichen Laubblätter sind bis 8 Zentimeter lang und 5 bis 10 Millimeter breit.

### Generative Merkmale
Die Blütezeit reicht von Juni bis September. Die Blüten stehen einzeln oder zu wenigen locker angeordnet in einem Blütenstand. Die wohlriechenden, zwittrigen Blüten sind radiärsymmetrisch und fünfzählig. Die fünf lila- bis hell-purpurfarbenen Kronblätter sind je nach Unterart etwa bis zur Mitte fransig zerschlitzt. Der schlanke, röhrenförmige Kelch ist zwei bis drei Zentimeter lang.

## Ökologie
Die Prachtnelke ist ein Hemikryptophyt bzw. eine Sumpfpflanze. Sie überwintert durch bodennahe Langtriebe.
Die zerschlitzten Kronblätter erzielen eine sehr gute Schauwirkung. So zeigten Versuche mit Bienen, dass eine stärkere Zerteilung zu einem häufigeren Besuch der Blüte führt. Vermutlich gilt dies auch für Schmetterlinge. Durch die etwa 35 Millimeter lange Kronröhre kommen nur Tagfalter oder tagaktive Schwärmer wie das Taubenschwänzchen (Macroglossum stellatarum) als Bestäuber in Frage. Die Blüten verströmen einen schwachen Duft nach Vanille und sind am Grunde bärtig, was dem Schutz des Nektars dient.
Es gibt Pflanzenexemplare mit nur zwittrigen und nur rein weiblichen Blüten.

## Standortbedingungen
In Mitteleuropa kommt sie zerstreut vor und fehlt weitgehend in Deutschland nördlich der Mainlinie. Die Prachtnelke wächst in Mitteleuropa in Moor- sowie Pfeifengraswiesen und besiedelt auch feuchte Eichenwälder. Die ökologischen Zeigerwerte nach Landolt et al. 2010 sind in der Schweiz: Feuchtezahl F = 3+w+ (feucht aber stark wechselnd), Lichtzahl L = 3 (halbschattig), Reaktionszahl R = 4 (neutral bis basisch), Temperaturzahl T = 3+ (unter-montan und ober-kollin), Nährstoffzahl N = 2 (nährstoffarm), Kontinentalitätszahl K = 3 (subozeanisch bis subkontinental).

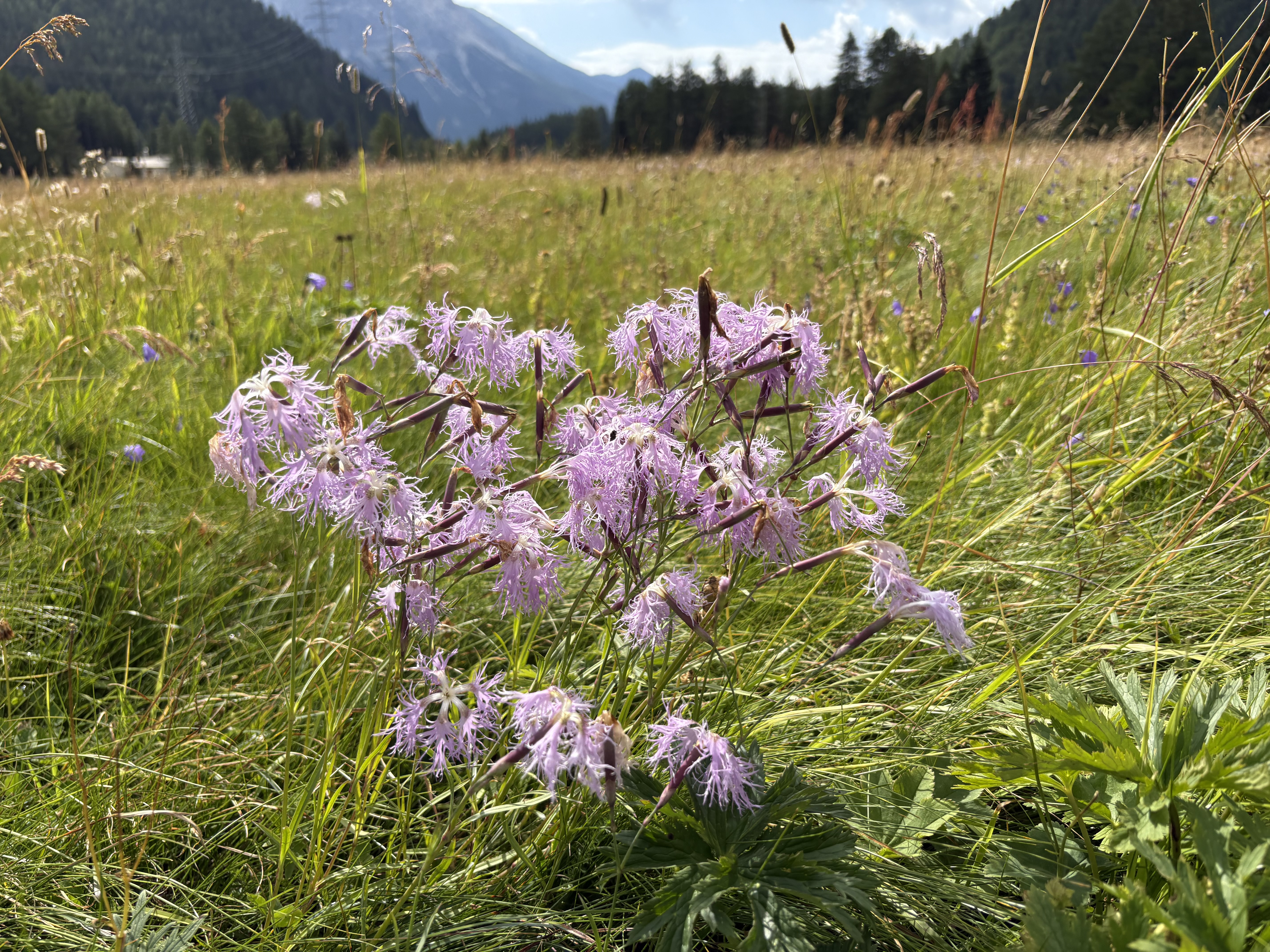
Dianthus superbus subsp. alpestris

## Systematik und Verbreitung
Die Erstveröffentlichung von Dianthus superbus erfolgte 1755 durch Carl von Linné in Flora Suecica, Editio Secunda Aucta et Emendata, Seite 146. Das Artepitheton superbus bedeutet „stolz“, „prächtig“ und verweist auf die prachtvolle Erscheinung der Blüte.
Das Verbreitungsgebiet von Dianthus superbus umfasst Europa sowie die gemäßigten Gebiete Asiens.
Die Taxonomie der Unterarten bedarf weiterer Prüfung: Folgende Unterarten und Varietäten wurden publiziert:
- Feuchtwiesen-Pracht-Nelke (Dianthus superbus L. subsp. superbus): Stängel aufsteigend, grasgrün, ästig, meist fünf- bis zehnblütig; Kelch grün oder purpurrot überlaufen, Kronplatte etwa 20 Millimeter lang und weit über die Mitte unregelmäßig fiederig geschlitzt. Am Grund mit grünem Fleck. Sie kommt in Eurasien vor. Häufige Standorte in Mitteleuropa sind wechselfeuchte Wiesen im Tiefland. Die Chromosomenzahl beträgt 2n = 30.[6] Nach Oberdorfer kommt sie in Mitteleuropa vor allem im Cirsio tuberosi-Molinietum aus dem Verband Molinion vor.[6]
- Alpen-Pracht-Nelke (Dianthus superbus subsp. alpestris Čelak., Syn.: Dianthus superbus subsp. speciosus (Rchb.) Hayek): Stängel steil aufsteigend, bläulich bereift, meist ein- bis fünfblütig. Kelch braunrot oder violett. Kronplatte etwa 30 Millimeter lang und kaum über die Mitte gabelig in linealische Abschnitte geschlitzt. Am Grund meist schwarz getüpfelt. Die Chromosomenzahl beträgt 2n = 30 oder 60.[7] Sie kommt in Europa und in Ostasien vor. Häufige Standorte sind in Mitteleuropa Magerrasen, insbesondere Bürstlingsrasen von der subalpinen bis alpinen Höhenstufe. Sie kommt vor allem im Sorbo-Calamagrostietum arundinaceae aus dem Verband Calamagrostion und in Pflanzengesellschaften des Verbands Caricion ferrugineae vor.[6]
- Dianthus superbus subsp. norvegicus M. Kuzmina: Die 2004 erstbeschriebene Unterart kommt in Norwegen vor.[8]
- Spätblühende Pracht-Nelke (Dianthus superbus subsp. sylvestris Čelak., Syn.: Dianthus superbus subsp. autumnalis Oberd.)[9]: Sie kommt in Frankreich, in Deutschland und in Tschechien[8] vor. Sie gedeiht in Molinia-reichen Gesellschaften der Verbände Carpinion oder Quercion roboris, kommt aber auch im Potentillo-Quercetum des Verbands Potentillo-Quercion petraeae vor.[6] Die Chromosomenzahl beträgt 2n = 20.[7]
- Dianthus superbus subsp. sajanensis Baikov: Sie kommt von Sibirien bis in die Mongolei vor.[10]
- Dianthus superbus subsp. stenocalyx (Juz.) Kleopow: Sie kommt in der Ukraine und in Russland vor.[8]
- Dianthus superbus var. amoena Nakai: Sie kommt auf Honshū vor.[10]

## Gefährdung
In Deutschland gilt die Prachtnelke als „gefährdet“ (Stufe 3), in Österreich ist sie „vollkommen geschützt“.

## Trivialnamen
Für die Prachtnelke bestehen bzw. bestanden auch die weiteren deutschsprachigen Trivialnamen: Feldnegelin, Hochmuth, Modtwillen, Muthwillen (Elsass), Rindnägele (Augsburg) und Wildnägele.

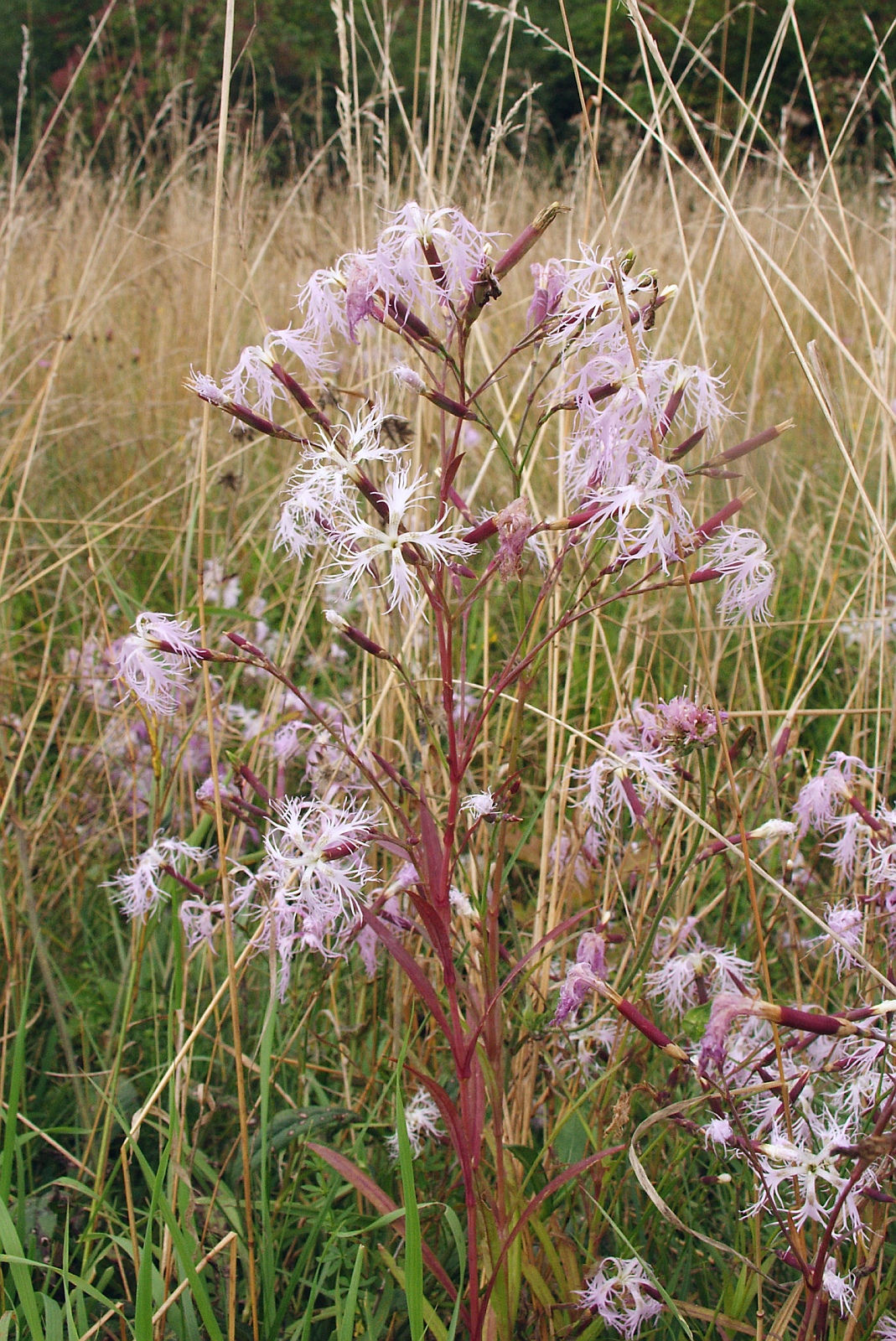
Habitus
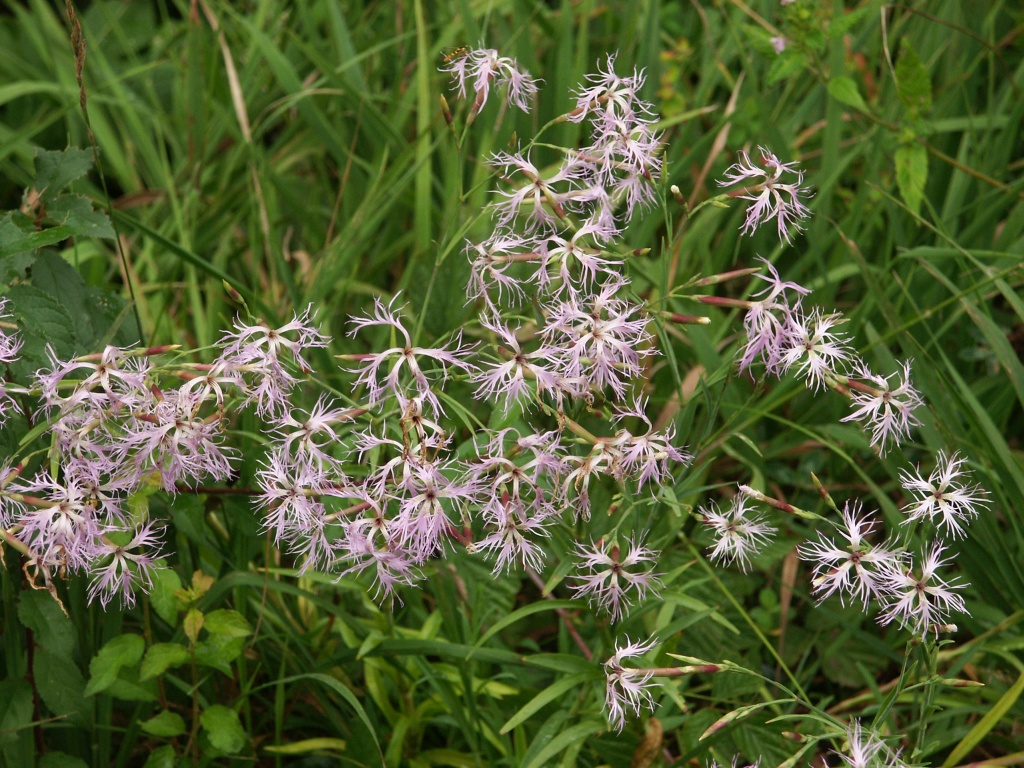
Habitus
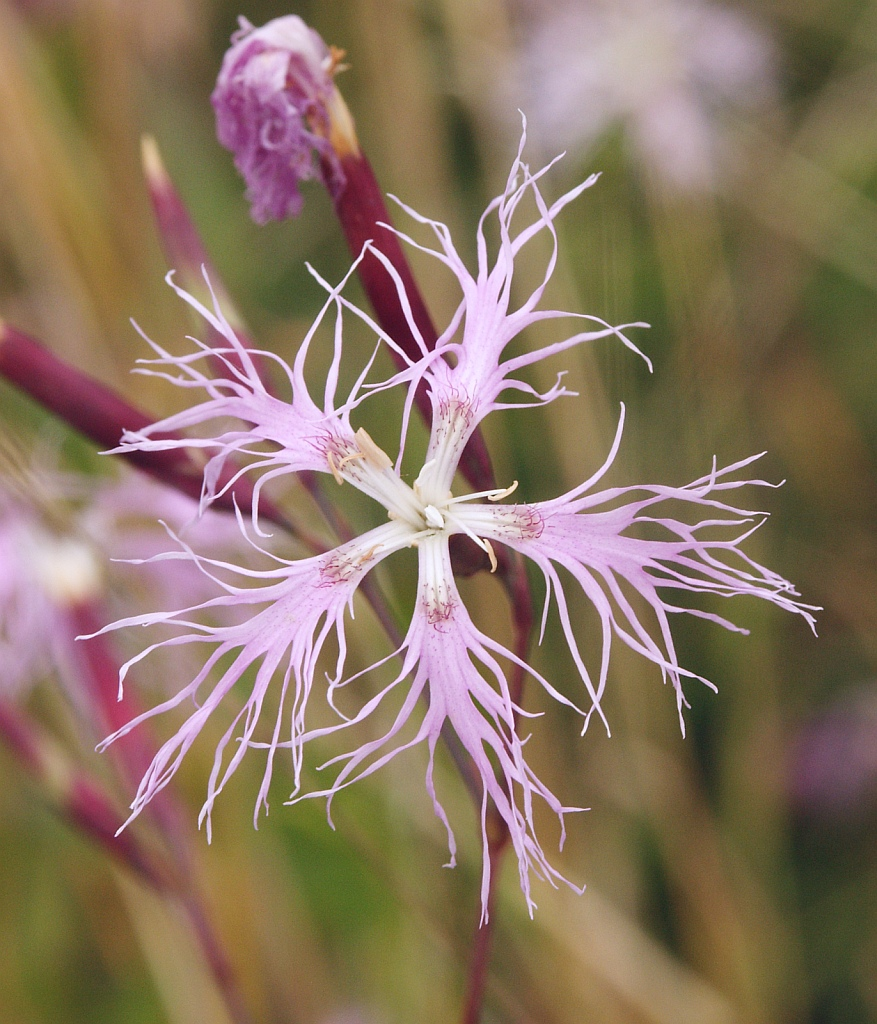
Blüte
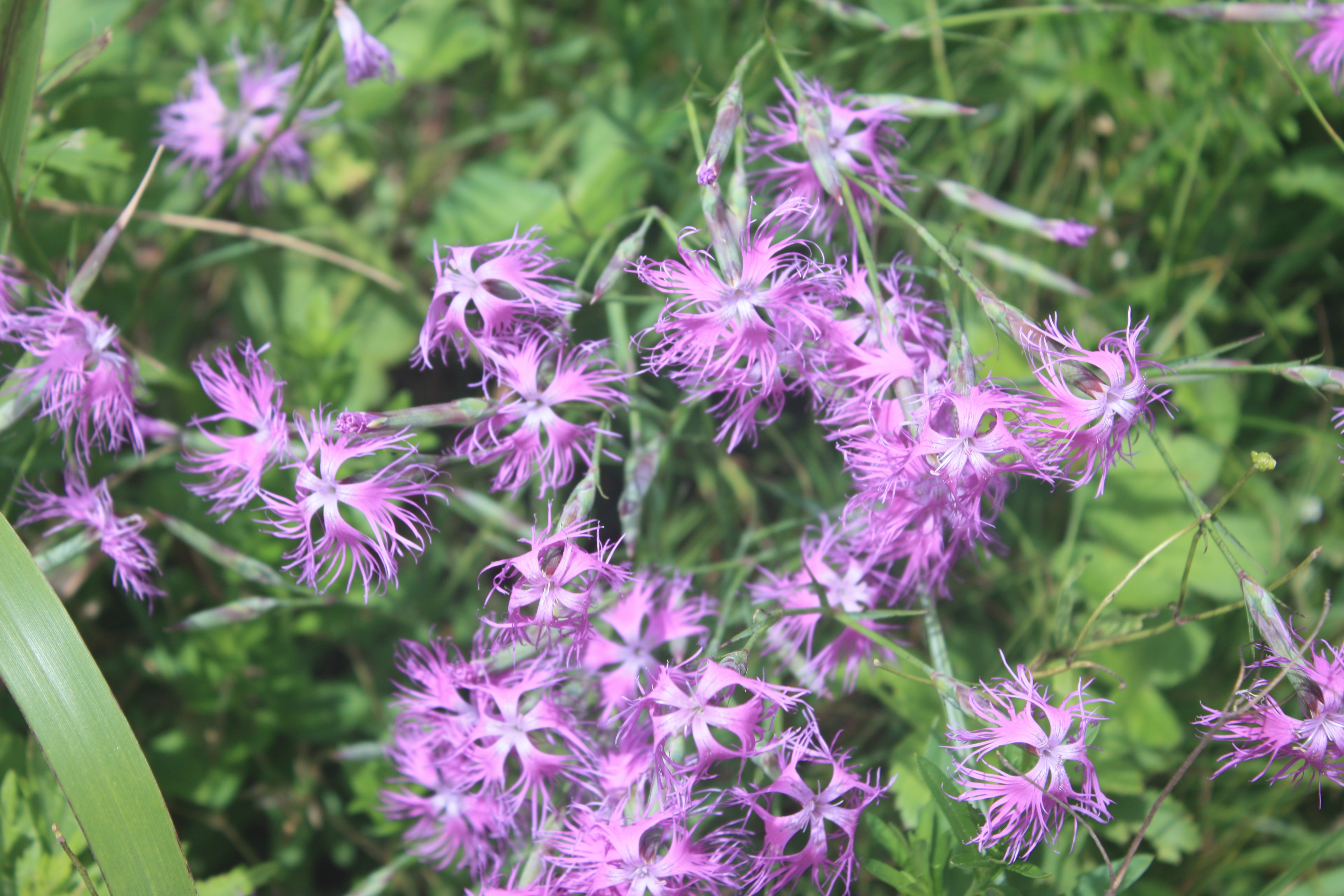
Blüten